# Ipomoea katangensis
Ipomoea katangensis är en vindeväxtart som beskrevs av S. Lisowski och J. Wiland-szymanska. Ipomoea katangensis ingår i släktet praktvindor, och familjen vindeväxter. Inga underarter finns listade i Catalogue of Life.